# Алгебраическое дополнение
Алгебраическим дополнением элемента {\displaystyle \ a_{ij}} матрицы {\displaystyle \ A} называется число
{\displaystyle \ A_{ij}=(-1)^{i+j}M_{ij}},
где {\displaystyle \ M_{ij}} — дополнительный минор, определитель матрицы, получающейся из исходной матрицы {\displaystyle \ A} путём вычёркивания i-й строки и j-го столбца.

## Свойства
Алгебраическое дополнение элемента — это коэффициент, с которым этот самый элемент входит в определитель матрицы. Это утверждается следующей теоремой:
Теорема (о разложении определителя по строке/столбцу). 
Определитель матрицы {\displaystyle A} может быть представлен в виде суммы
{\displaystyle \det A=\sum _{j=1}^{n}a_{ij}A_{ij}=\sum _{i=1}^{n}a_{ij}A_{ij}}
Для алгебраического дополнения справедливо следующее утверждение:
Лемма о фальшивом разложении определителя.
Сумма произведений элементов одной строки (столбца) на соответствующие алгебраические дополнения элементов другой строки (соответственно столбца) равна нулю, то есть
{\displaystyle \ \sum _{j=1}^{n}a_{i_{1}j}A_{i_{2}j}=\sum _{i=1}^{n}a_{ij_{1}}A_{ij_{2}}=0} при {\displaystyle i_{1}\neq i_{2}} и {\displaystyle j_{1}\neq j_{2}}.
Из этих утверждений следует алгоритм нахождения обратной матрицы:
- заменить каждый элемент исходной матрицы на его алгебраическое дополнение,
- транспонировать полученную матрицу — в результате будет получена союзная матрица,
- разделить каждый элемент союзной матрицы на определитель исходной матрицы.